# Dodartia orientalis
Dodartia
Genre
Espèce
Dodartia orientalis, unique représentante du genre Dodartia, est une espèce de plantes à fleurs dicotylédone décrite par Carl von Linné en 1753, de la famille des Mazaceae. Aucune sous-espèce n'est répertoriée dans le Catalogue of Life. L'espèce est originaire d'Ukraine, de Russie, d'Anatolie, du Caucase, d'Asie centrale, d'Iran, d'Afghanistan, du Pakistan, de l'Altaï, du nord de la Chine et de la Mongolie. 
C'est une plante adventice vivace. Elle est consommée par l'antilope saïga.
Le genre est nommé en référence au botaniste français Denis Dodart (1634-1707).